# Красное (Белыничский район)
Кра́сное (бел. Краснае) — деревня в составе Лебедянковского сельсовета Белыничского района Могилёвской области Республики Беларусь. Располагается возле озера Красное.

## Население
- 2010 год — 95 человек